# Эшпинью (район)
Эшпинью (порт. Espinho)  —  район (фрегезия) в Португалии,  входит в округ Авейру. Является составной частью муниципалитета  Эшпинью. Находится в составе крупной городской агломерации Большой Порту. По старому административному делению входил в провинцию Дору-Литорал. Входит в экономико-статистический  субрегион Большой Порту, который входит в Северный регион. Население составляет 10 225 человек. Занимает площадь 1,54 км².